# Аль-Авады, Набиль
Наби́ль Али́ Муха́ммад аль-А́вади (араб. نبيل علي محمد العوضي‎; род. 7 февраля 1970) — кувейтский улем, писатель, телеведущий, журналист, гуманитарный деятель, оратор и видеоблогер.

## Краткая биография
Набиль аль-Авады родился 7 февраля 1970 года в Кувейте.
Он получил степень бакалавра в области образования в Кувейтском университете. Он отправился в Великобританию, чтобы продолжить обучение в аспирантуре, и получил степень магистра в области образования. 11 апреля 2025 года Правительство Кувейта лишило его гражданства.

## ТВ, социальные медиа и фильмография
Выступил с сотнями серий или лекций на различных телеканалах, таких как Iqraa TV, Arrai TV.
Некоторые документальные сериалы:
- «Истории пророков (мир им)» (араб. قصص الأنبياء عليهم السلام)
- «Вместе с любимым пророком» (араб. «السيرة النبوية» или الآن مع الحبيب[3]).